# 앨러스터 덩컨
앨러스터 닐 덩컨(영어: Alastair Neil Duncan, 1958년 4월 28일~)은 영국 스코틀랜드 출신의 성우 겸 배우이다. 애니메이션 영화 《배트맨 언리미티드》 시리즈와 《더 배트맨》에서 알프레드 페니워스 역을 맡았다. 배우자는 미국 배우 애나 건이다.